# سامبر
سامبر هو حساء عدس وخضار مطبوخ مع البسلة ومرق التمر الهندي. يحظى بشعبية في جنوب الهند والمأكولات السريلانكية والمالديفية.